# Carling (Ontario)
Carling es un municipio canadiense situado en la provincia de Ontario.

## Superficie
Carling tiene una superficie de 244,32 km².

## Demografía
En 2021, tenía 1491 habitantes, una densidad poblacional de 6,1 hab./km², y 1761 viviendas.